# Iglesia de San Julián y Santa Basilisa (Andosilla)
La iglesia parroquial de San Julián y Santa Basilisa de Andosilla (Navarra) ocupa el extremo occidental de un promontorio cortado a pico, donde aparece literalmente colgada de la roca calcárea que la sustenta. El templo tiene un origen incierto debido a que faltan los primeros libros donde se recogían las cuentas de fábrica. Los documentos más antiguos que se conservan son de 1674. Sin embargo, como las primeras anotaciones en la historia de la parroquia se refieren a los bautizados, comenzando en 1536, eso indicaría que ya a finales del siglo XV, o comienzos del XVI, la iglesia ya debía ser una realidad. Así lo indican los datos del historiador, J. Clavería, al decir que la iglesia es una grandiosa fábrica pseudo ojival, porque ni es románica ni es ojival puro, fechándola por los siglos XV o XVI , añadiendo que su estructura es parecida a la de otros templos de la comarca.

## Fachada
La fachada se reduce a una amplia puerta doble que cierra el vano de un arco rebajado en doble plano, que señala una simple línea de luz y sombra y da acceso al pórtico interior de madera, cuya misión estriba en evitar el contacto directo del exterior con el templo. 

## Exterior edificio
Todo el edificio está levantado con ladrillo macizo, típica construcción de esta parte del valle del Ebro, que señala la abundancia de arcilla, y el influjo del arte mudéjar aragonés, en su doble aspecto del material empleado y de las características artísticas que aparecen en obras de este estilo. El exterior del templo primitivo, haciendo abstracción mental de las dos añadiduras posteriores, una al norte y otra al mediodía, semeja un paralelepípedo perfecto, que hoy, por el ocultamiento del ábside poligonal casi por completo con la casa parroquial y otras edificaciones, da una sensación de construcción cerrada de escasa luz. Paramento liso, partido horizontalmente en dos, por una pequeña moldura cóncavo convexa, también de ladrillo, que rompe un poco la sensación de pesadez de todo el edificio. Esta moldura se prolonga alrededor de todo el muro primitivo, a lo largo de la base de los dos únicos vanos visibles de esta sola nave inicial. De nuevo, el ladrillo es utilizado como elemento decorativo en el artístico alero de molduras de cuarto bocel y filetes, simples y dobles alternados. Se abren a la armadura, o parte superior de las bóvedas, entre estas y el tejado, tres pequeños vanos, al mediodía, y dos al norte para iluminación y ventilación de esta parte del edificio.

## Exterior nave secundaria
Dos cuerpos de edificio de distinta altura, que podría señalar su construcción en distinta época uno de otro, albergan la nave secundaria en la parte norte del templo, añadida casi con seguridad, por motivos de ampliación de la capacidad del edificio en época de euforia religiosa popular, dado que ni al exterior ni al interior se aprecia detalle alguno que acredite otra motivación que la expuesta. El primer cuerpo, de alzado superior y que lame la gola que divide longitudinalmente el paramento de todo el edificio de la nave principal, alberga la parte de esta nave añadida correspondiente a la primera capilla o tramo del lado del evangelio. Aparecen señalados en el paramento de este cuerpo de la nave secundaria, cuatro vanos al exterior, pero que se encuentran totalmente cubiertos de ladrillos por obra posterior al de su construcción. En su primitivo destino eran para darle luz, pero pronto demostraron ser innecesarios, puesto que la luz llegaba desde el vano que a su misma altura el templo tiene en el muro del mediodía. El segundo cuerpo, inferior en altura, muestra señalados seis vanos: tres rectangulares y tres circulares; los rectangulares cerrados totalmente y los circulares a modo de ojos de buey, con cristales radiales que convergen en uno central, y sendas rejas, colocados a mayor altura que los vanos rectangulares, cuyo destino es iluminar el segundo y tercer tramo de la nave secundaria, cuya dificultad para ser iluminada con los vanos del muro meridional está patente a causa de la colocación del órgano en el segundo tramo de la nave principal y del coro en el tercero. 

## Torre
La torre, de finales del siglo XVI, está construida en ladrillo de idénticas características que el empleado en la nave principal. Situada a los pies de la iglesia, no guarda simetría con el eje principal central en sentido longitudinal del templo, y mucho menos con el eje surgido después de la añadidura de la nave secundaria. De volumen totalmente exento desde los cimientos, y adherida al muro exterior del pie del templo, tiene un primer gran cuerpo rectangular, cuya uniformidad constructiva queda rota por sendos vanos de ventilación y luminosidad en cada uno de los cuatro cuerpos cuadrangulares menores, separados cada uno de estos por molduras en sentido longitudinal, paralelas y a igual distancia una de otra, mostrando en el cuerpo cuadrangular menor superior, en las caras del mediodía y poniente, las esferas de un reloj mecánico, que contrasta desde los accesos al templo con el sencillo reloj de sol, que sobre el ángulo próximo superior del tejado del atrio, se resiste a dejar paso libre a las esferas más vistosas del contrincante de la torre. Superpuesto a este gran cuerpo rectangular, surge esbelto, un cuerpo ochavado que acoge el campanario en cuatro de sus arcos alternativamente. Los arcos sin campanas, cerrados en distintos planos en profundidad, junto con las pilastras adosadas a los ángulos como elementos decorativos, dan al cuerpo octogonal un juego de luz y sombras y aspecto armonioso. Sobre los ocho arcos que cierran el cuerpo de torre correspondiente, aparecen pequeños ojos de buey ciegos con molduras en cruz a los cuatro lados, una de las cuales, la superior, acerca a la filigrana geométrica, siempre de ladrillo, de dos rombos separados uno de otro por una moldura vertical, y ascendiendo en sucesivas molduras mixtilíneas completan la decoración de las pilastras adosadas angulares del cuerpo ochavado, dando paso al cuerpo inmediato superior que se compone de una cúpula poligonal de ocho paños, que se remata con una pequeña linterna circular. Sobre la construcción de la torre existe un informe del arzobispado de Pamplona que dice: 

“Domina todo el edificio esta maciza torre de ladrillo erigida a los pies del templo sobre la capilla bautismal, por Pedro de Izaguirre, Maestro de hacer iglesias, a partir del año 1586. Se compone de un gran fuste cúbico, dividido en cuatro cuerpos por sencilla línea de imposta moldurada, y en cada uno de ellos un pequeño vano de medio punto centrado el frente principal. La imposta del tercer cuerpo está situada a la altura de la cornisa de remate de la iglesia con la cual llega a confundirse, mientras que la del último cuerpo de la torre se complica  en su traza mediante la adición de triglifos y metopas toscamente esbozados. Sobre este fuste se alza un chapitel octogonal, también de ladrillo, que se cubre con cúpula poligonal de ocho paños, la cual remata, a su vez, en pequeña linterna circular; los frentes del cuerpo octogonal se marcan con pilastras cajeadas angulares y arcos de medio punto coronados por óculos. Esta estructura se debe al maestro Juan Angel de Igaregui, quien la realizó en el año 1752, si bien existen otras noticias documentales sobre un chapitel anterior encargado en 1639 al arquitecto de Calahorra Juan de Urriola, del cual no quedan restos”.

## Atrio
A imitación de los atrios castellanos orientados al mediodía que servían para las reuniones del concejo, se dotó a esta iglesia del pórtico actual que cobija la puerta de acceso al templo. Orientado al mediodía, en sentido longitudinal y paralelo al del cuerpo principal de la nave mayor, se halla cubierto con vigas de madera y las correspondientes bovedillas de enfoscado. El acceso al atrio es a través de un amplio arco de medio punto y simple filete o listel en el arranque del arco. El paramento del pórtico se muestra al exterior con un doble cuerpo que señala la estancia superior abierta por vanos rectangulares y que se corresponden, uno a uno, con los arcos de medio punto que en número de cinco abiertos y uno cerrado, dan luz al atrio y a la estancia superior a la que se accede por una escalera exterior adosada a lo largo de la pared de la nave principal. La decoración del pórtico se halla reducida a una superposición de planos en el paramento y dan sensación de un rico juego de luz y sombras, que contrasta con la uniformidad del paramento de la nave principal, y que atrae la vista hacia este punto del edificio.

## Nave principal
Atravesando el doble atrio exterior e interior, se accede a una esbelta y amplia nave que contrasta con la heterogénea nave secundaria y que desdice artísticamente de la principal. Aunque J. Clavería lo clasifica como de estilo pseudo ojival, por la mezcla de los arcos empleados, es decir, el apuntado y el de medio punto, será la fecha de su construcción la que determinará, si su relación está más con el Renacimiento, en el empleo del arco de medio punto, que con el románico; en este caso, que emplea el arco de medio punto con las molduras del gótico tanto en los nervios de las bóvedas, como de los arcos, que a lo largo de toda la nave, en sus cuerpos segundo y tercero, separan unas incipientes capillas, apenas señaladas por el hueco dejado por los contrafuertes, totalmente interiores, para aprovechar al máximo el espacio disponible útil para el culto, que de haber sido exteriores, se hubiera perdido. El primitivo templo es una planta rectangular, dividida en tres cuerpos, y solamente interrumpida la uniformidad de sus líneas por las señaladas por los contrafuertes achaflanados, que rompen la viveza de sus aristas libres. En altura, el templo insinúa una pequeñísima nave impropiamente llamada de crucero, porque aunque tiene la misma altura que la principal, y mayor que las dos restantes capillas, no así ocurre igual con la anchura, que es menor que la de la nave principal. Anacrónicos tornavoces, en forma de conchas planas, rematados por imágenes, están apoyados en los contrafuertes centrales y señalan el lugar de los púlpitos. Tupida red de nervios trasladan el empuje de las bóvedas hasta los contrafuertes y muros, en vistosas estrellas, con todos los elementos que componen estas: nervios diagonales, terceletes, ligaduras y combados, llegando en las estrechas bóvedas de las dos primeras capillas a mostrar tímidamente la plementería correspondiente, agobiada por el número de nervios de crucería; en las cuatro restantes capillas, sencilla bóveda de crucería. En cada uno de los cruces de los distintos elementos de los nervios, aparecen llamativos medallones, cuyas figuras o rostros están pintados en rojo oscuro sobre un fondo blanco para resaltar más su contorno. Por la época en que se construye, siglo XVI, se deduce lo que ocurre en todos los momentos de transición de estilos, se toman elementos, modos de construcción y técnicas de uno y otro estilo. En el caso de la iglesia de Andosilla, aparecen estos elementos: por una parte se mantienen los arcos apuntados, aunque ligeramente del gótico en los arcos que descienden de las bóvedas; por otra parte se emplea el arco de medio punto en los arcos perpiaños que separan los tramos de la nave; y todos ellos, en sus secciones y molduras, muestran las características de los arcos ojivales. En esta época es normal el sistema de apoyo empleado para los arcos que descienden de las bóvedas: se trata de unos modillones circulares, que recogen los nervios de los arcos, y tienen una decoración curiosa de caras de ángeles alados en franja circular, siguiendo la estructura del modillón. La bóveda del presbiterio tiene una estructura especial, pues se abren los nervios de los arcos desde los ángulos de los cinco paños del polígono a modo de varillas de un paraguas abierto, con el consiguiente espacio a modo de lunetos entre ángulo y ángulo del ábside. La conjunción de todos los arcos de las bóvedas en los chaflanes de todos los contrafuertes, en especial los dos de la cabecera del templo, dan un singular aspecto de armonía y belleza en altura. Las cuatro capillas posteriores tienen en altura arcos de medio punto con nervios góticos, colocados a una altura inferior de los arcos que descienden de las bóvedas.

## Nave secundaria
Es un espacio heterogéneo, dentro del recinto del templo, que se ha abierto en el muro norte con tres arcos de distinta factura y que dan acceso a esta nave secundaria, paralela en toda su longitud a la principal. El primer cuerpo, correspondiente a la primera capilla de la principal, está cubierto con viguetas de hierro o de cemento y amplia bovedilla ondulante, todo ello enfoscado y lucido con yeso. Se llega a este primer tramo a través de un amplio arco de medio punto, cuyo intradós está decorado con rombos en hilera y enmarcados por anchas y lisas molduras. El segundo espacio de la nave lateral, correspondiente a la segunda capilla, tiene el acceso frente a la puerta principal del templo, a través de un arco de medio punto, de dimensiones más pequeñas que el anterior, y la misma decoración rómbica y lisa de moldura de yeso. El espacio superior de esta segunda capilla está ocupado por el órgano. Un pequeño arco rematado con tosca moldura se abre a través del muro de la nave, en esta segunda capilla, que está cerrada en la parte inferior por una sencilla verja de hierro forjado. Este segundo tramo de la nave secundaria está cubierto por bóveda de arista y a una altura inferior al del primer tramo ya descrito. El tercer espacio de esta nave secundaria se encuentra aislado del resto del templo por doble reja metálica: una que comunica con la nave principal, rematada por una celosía de madera, por debajo del coro, y otra que da paso a través de un pequeño arco al  resto de la capilla secundaria. Singular cubierta la de este tercer espacio, pues dos falsas bóvedas de arista, de distinta anchura, lo cubren todo.

## Ábside
Ocupa la cabecera de la nave principal un único ábside poligonal, en cuyos ángulos sobresalen medallones circulares incompletos, donde apean los nervios que desde las bóvedas descargan el empuje de toda la cubierta hasta los supuestos contrafuertes, estos exteriores al ábside, puesto que posteriores edificaciones, entre ellas la casa parroquial, ocultan en su totalidad el exterior de la cabecera de la iglesia. Cinco paños, señalados únicamente por los ángulos del polígono en planta, cierran de una manera uniforme todo el muro absidal, con excepción del paño primero de la derecha que tiene abierto un gran ventanal circular, hoy totalmente cerrado por las edificaciones exteriores y ajenas al edificio del templo, y que en su primitiva finalidad estaba destinado a la iluminación del ábside y el resto del templo.

## Coro
Dispone la iglesia de un coro alto sencillo y bien conservado. Está rematada la parte superior por siete especie de cornucopias, rematadas cada una de las seis laterales por una cabeza de ángel mofletudo, alado, y exuberante talla en movimiento en toda la superficie, remedando el estilo rococó con elementos decorativos recargados de líneas ondulantes y calados de diverso tamaño y número. Componen la sillería del coro quince asientos de los que el central está un poco más elevado y formando su emplazamiento una «U» con los brazos más cortos que la línea de fondo. Una barandilla de hierro limita el espacio del coro con la nave principal desde la que se tiene acceso al mismo por doble escalera, estrecha y difícil la de la derecha, y amplia, señorial y cómoda por la izquierda, que corresponden a las dos puertas por las que se llega hasta el. Soportan la parte anterior del coro cuatro columnas acanaladas rematadas por sendos capiteles y pintados con color imitación a mármol. El centro del fuste queda abrazado por doble elemento decorativo en violentas líneas curvas, que imitando medallones, se hubieran puesto en movimiento todas las líneas que los enmarcaban. Las columnas soportan el entablamento del coro por medio de arcos deprimidos rectilíneos que hacen más esbeltas las columnas con las bases y capiteles. Cuatro capiteles corintios, con doble fila de hojas de acanto y cuatro volutas rematan las columnas, correspondiendo en los extremos del coro y adosados al chaflán de los dos últimos contrafuertes, incipientes capiteles de pilastras que no aparecen señaladas. A través del coro, por un estrecho pasillo, se encuentra el paso hacia el órgano, bien conservado y alimentado por dos fuelles accionados manualmente. En 2014, el Gobierno de Navarra declaró la caja de órgano, construida a finales del siglo XVIII en estilo neoclásico, como «Bien Inventariado». También, a través del coro, por un pasillo exterior, se accede a una galería destinada al público. 

## Retablo mayor
El retablo mayor es obra de Bernabé Imberto (1562/1632), miembro de una familia de escultores de Estella. Consta de banco, dos cuerpos y ático, distribuidos en tres calles y dos entrecalles. El primer cuerpo tiene columnas entorchadas con capitel jónico, y en el segundo las columnas son de fuste liso, pero llevan un anillo de relieves en medio del fuste. La forma de las casas es cuadrada y llevan orejas las del primer cuerpo, no existiendo frontones más que en el remate. La calle central se ordena de abajo a arriba de la siguiente manera: primero el ostensorio, sobre el ostensorio la casa se gemina para cubrir a los titulares, san Julián y santa Basilisa, más arriba se halla la gigantesca figura del Redentor bajo arco triunfal, encima, el relieve de la Piedad entre machones cubiertos por un frontón de volutas y sobre el frontón de volutas se apoya el Calvario. La escultura es de muy buena calidad. En el banco se hallan cuatro relieves. «La coronación de espinas» y «La cruz a cuestas» poseen un estilo lleno de fortaleza y seriedad que contrasta con la blandura y belleza, casi italiana, del Nacimiento y la Visitación, directamente inspirados en el banco de Santa María de Tafalla, obra de Anchieta. En el primer cuerpo las tallas de san Pedro y san Pablo encajan justamente en sus respectivas casas y son idénticos a sus homónimos de Mendigorría; las figuras de los titulares, san Julián y santa Basilisa, aparecen vestidos de diácono y abadesa respectivamente portando báculos y palmas de martirio. Los relieves de este primer cuerpo representan los desposorios de los titulares, escena compuesta con simetría, y la «Coronación de los santos», que reciben la corona de manos de dos imponentes personajes barbados. En el segundo cuerpo, la labor del escultor culmina en la figura del Salvador; el desnudo del cuerpo de Cristo, perfectamente trabajado, se cubre parcialmente por un manto plegado que cae sobre un ángel, mientras que otros dos ángeles más ayudan a llevar la gigantesca cruz. Estos ángeles se colocan aquí por influencias de la iconografía de la Asunción. En este segundo cuerpo y ambos lados de la casa central, se hallan las tallas de san Juan Bautista y san Fabián, ambos colocados simétricamente con los brazos alzados y dos relieves más; el de san Julián ante los jueces y el de su martirio. En el ático, rematando el retablo, se hallan Moisés, David y el Calvario, además de otras dos figuras de apóstoles y algunos tableros en relieve. Es una de las mejores obras de Imberto. La correcta traza de la obra y la bondad de su escultura hacen que este retablo siga muy de cerca al de Santa María de Tafalla. En 2003, este retablo romanista, junto con la talla del Crucificado que hoy en día se puede ver en una capilla de la basílica de la Virgen de la Cerca, situada en la plaza de los Fueros, fueron declarados «Bien de Interés Cultural» por el Gobierno de Navarra. 

## Retablo de la Inmaculada
El primer tramo de la nave secundaria acoge un retablo rematado con amplio arco de medio punto y decorado con vegetación exuberante. En el centro del arco se encuentra un lienzo enmarcado que representa a la Virgen Reina. Soportan el doble arco de medio punto, con cenefa vegetal, dos columnas salomónicas repletas de vegetación dorada, y emergiendo de las curvas helicoidales, pequeñas cabezas de ángeles. Flanquean las columnas, las siluetas desdibujadas de aletas externas, a base de vegetación, sin señalar con claridad las volutas correspondientes. En 2003, este retablo romanista, obra de Imberto, fue declarado «Bien de Interés Cultural» por el Gobierno de Navarra.

## Retablo de San Ramón Nonato
Se encuentra situado en el hueco de los dos primeros contrafuertes, siendo de factura moderna y presentando la glorificación de san Ramón Nonato. Dominando la escena, aparece la Santísima Trinidad y la Virgen en actitud de proteger al santo. Alberga arco doble de medio punto, junto al altar, cuya flecha en abigarrada y simétrica decoración contiene la paloma del Espíritu Santo.  

## Retablo de San Sebastián
Ocupa este retablo romanista el muro del primer contrafuerte del lado del evangelio; el esquema de la traza en su arquitectura es clásico, con los cambios que el incipiente barroco se atrevía a introducir: frontón partido en el primer cuerpo de la calle central, frontón curvo con volutas en el ático, relieves en el centro del fuste de las columnas de los dos pisos, con apariencia de época del rococó, es decir de rocalla. Dentro de sus pequeñas proporciones, está compuesto de todos los elementos del retablo romanista, muy extendido en toda Navarra a lo largo del siglo XVI y que se adentra durante bastantes años en el XVII: banco y estrecho sotobanco, dos cuerpos o pisos con ático y tres calles señaladas desde el sotobanco hasta el ático. Las dimensiones vienen dadas por el lugar de su emplazamiento, en este caso pequeño, en el muro libre del primer contrafuerte interior del lugar del evangelio. El sotobanco se reduce a una franja tripartita, señalando las calles con decoración vegetal de rocalla. El banco, triple plafón oval con dimensiones idénticas los de las calles laterales y mayores que el de la calle central, y correspondientes relieves. El central, representación del martirio de san Sebastián; los laterales, sendos obispos en posición recostada con el emblema de su dignidad, la mitra y tonsura de frailes mendicantes, uno enfrascado en la lectura y otro mostrando algo en la mano. El primer cuerpo del retablo se halla encuadrado en marcos rectangulares, mayor el de la calle central, que ocupa un san Sebastián exento y atado al tronco de un árbol con las flechas atravesándole el cuerpo, bien tallado, con la musculatura y demás partes del cuerpo de hombre, y presentando una perfecta cara de niño. La casa está rematada con un frontón triangular partido. Los laterales de este primer cuerpo poseen relieves de dos escenas de la vida del santo: una el del encuentro con una mujer de rodillas que le coge la mano, y el de la calle derecha, vestido como el anterior, con el manto de capitán de la guardia imperial, entre soldados que supuestamente lo llevan al martirio. Sobre ambos relieves, sendos plafones ovales de tamaño más reducido que los del banco. Flanqueando las escenas dos columnas de orden jónico, con la decoración anteriormente mencionada. La decoración de las columnas lleva relieves de líneas curvas de mayor movimiento que las del primer cuerpo, y ocupando más de un tercio de las columnas, que son, como las inferiores de fuste liso, característica casi excepcional en el romanismo navarro, generalmente de fustes estriados, aunque en el mismo altar mayor se da esta excepción en el segundo cuerpo. Las columnas del segundo cuerpo son corintias, que soportan un friso con decoración vegetal; no así la casa que encuadra a san Roque, con figura de bulto (los obispos son relieves), está soportando un frontón triangular sostenido por una serie de ménsulas que hacen mucho más esbelta la casa central. Coronando los cuerpos, se encuentra el ático con triple tablero rectangular. Poseen relieves, uno en cada calle, y sobre ellos imágenes de bulto exento que apoyan los pies sobre una pequeña elevación, las de los laterales, y la central un san Miguel victorioso, con el demonio a sus pies, y todo ellos sobre un frontón curvo, partido, y con volutas unidas por peana horizontal. En 2003, este retablo, obra de Imberto, fue declarado «Bien de Interés Cultural» por el Gobierno de Navarra.

## Segundo retablo de la Inmaculada
En este retablo aparecen claras diferencias en la decoración, pues las casas de la calle central están rematadas por arcos de medio punto, con decoración barroca en el intradós, bordeando el arco en la del primer cuerpo, y lisos rectángulos en el intradós del segundo cuerpo. Las columnas del primer cuerpo son completamente lisas, mientras que las del segundo son pilastras lisas, con pequeña moldura bordeándolas, y decoración en sus dos tercios, con flores y hojas. Hace años, este retablo alojó, en su primer cuerpo, la imagen de la patrona de la villa, la Virgen de la Cerca, hasta su traslado a la basílica situada en la plaza de los Fueros. En la actualidad, en su lugar se puede ver una imagen de la Inmaculada. En el segundo cuerpo se encuentra una talla de un pontífice flanqueado por santo Domingo de Guzmán y por san Francisco de Asís.  

## Galería

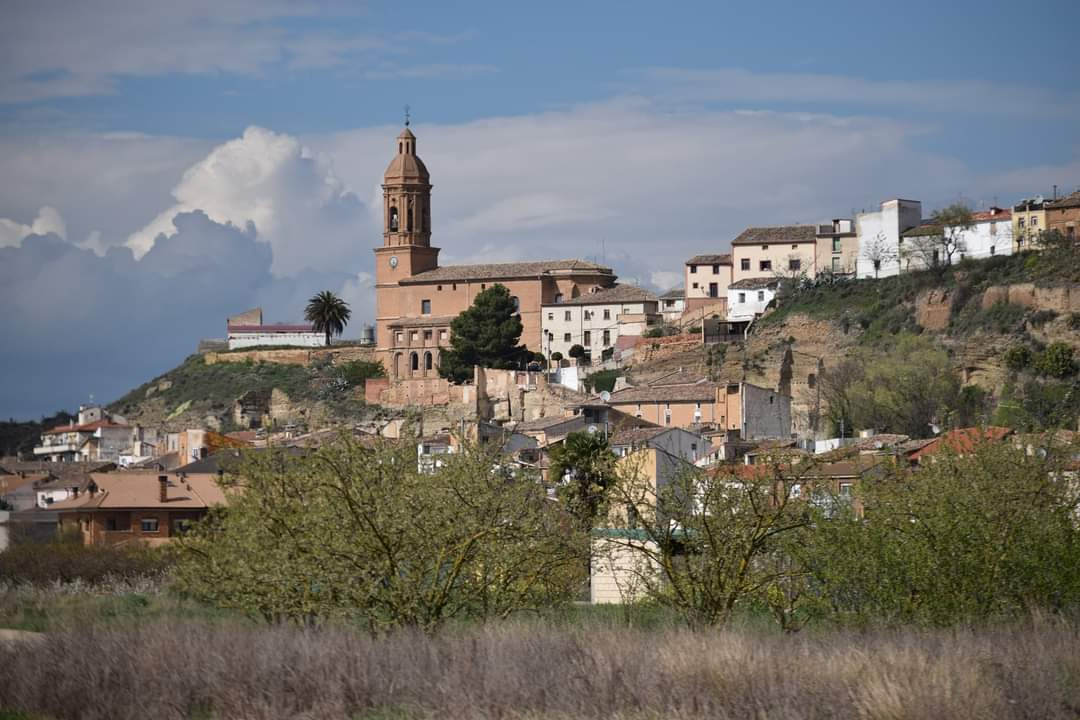
Vista general
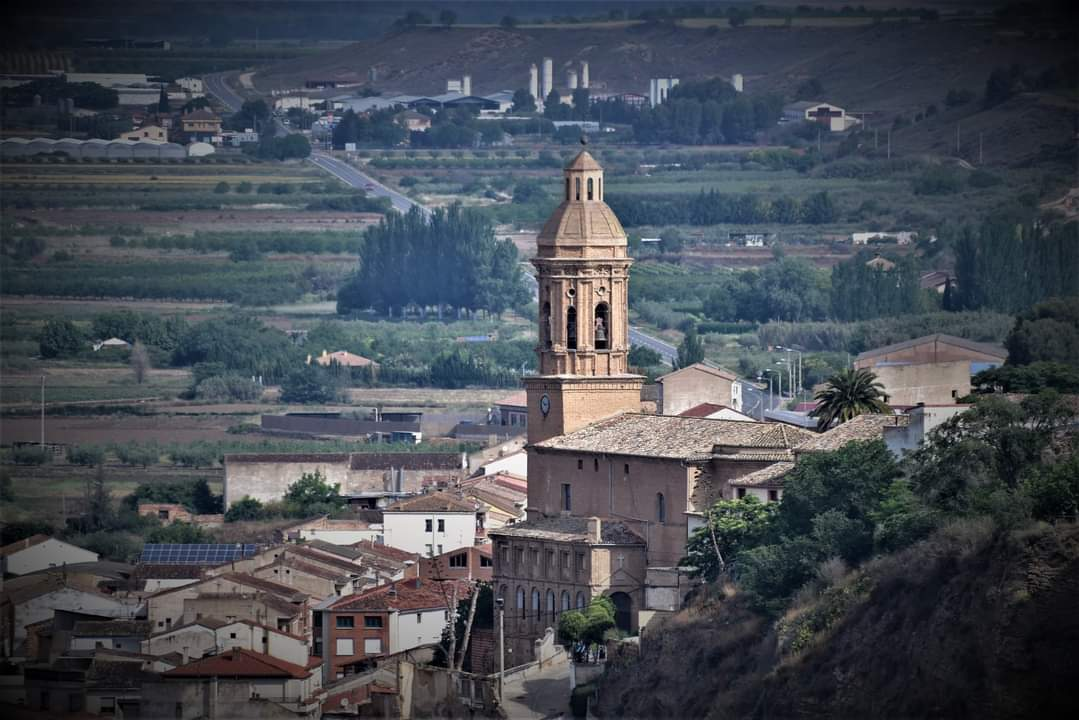
Vista general
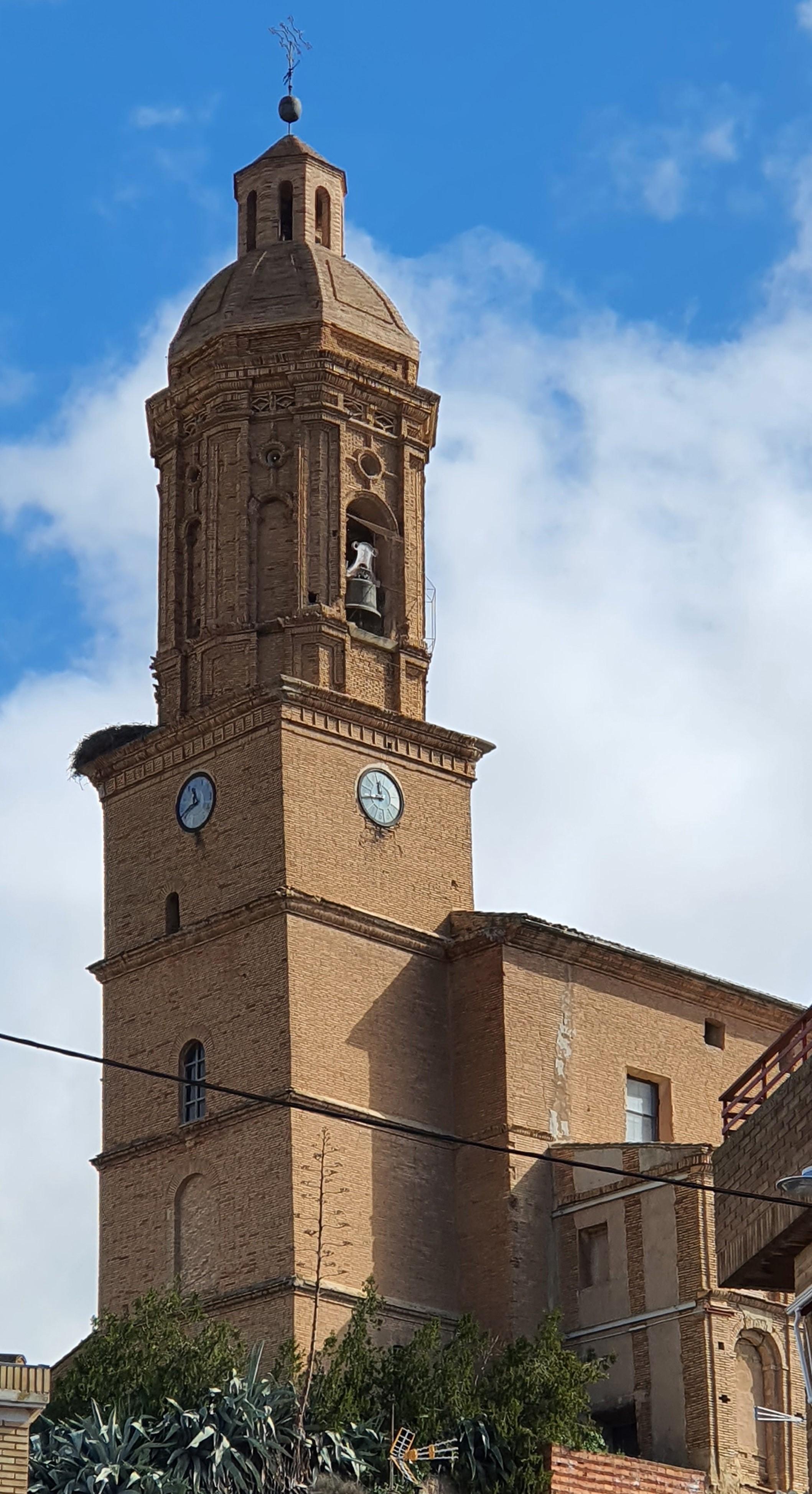
Torre
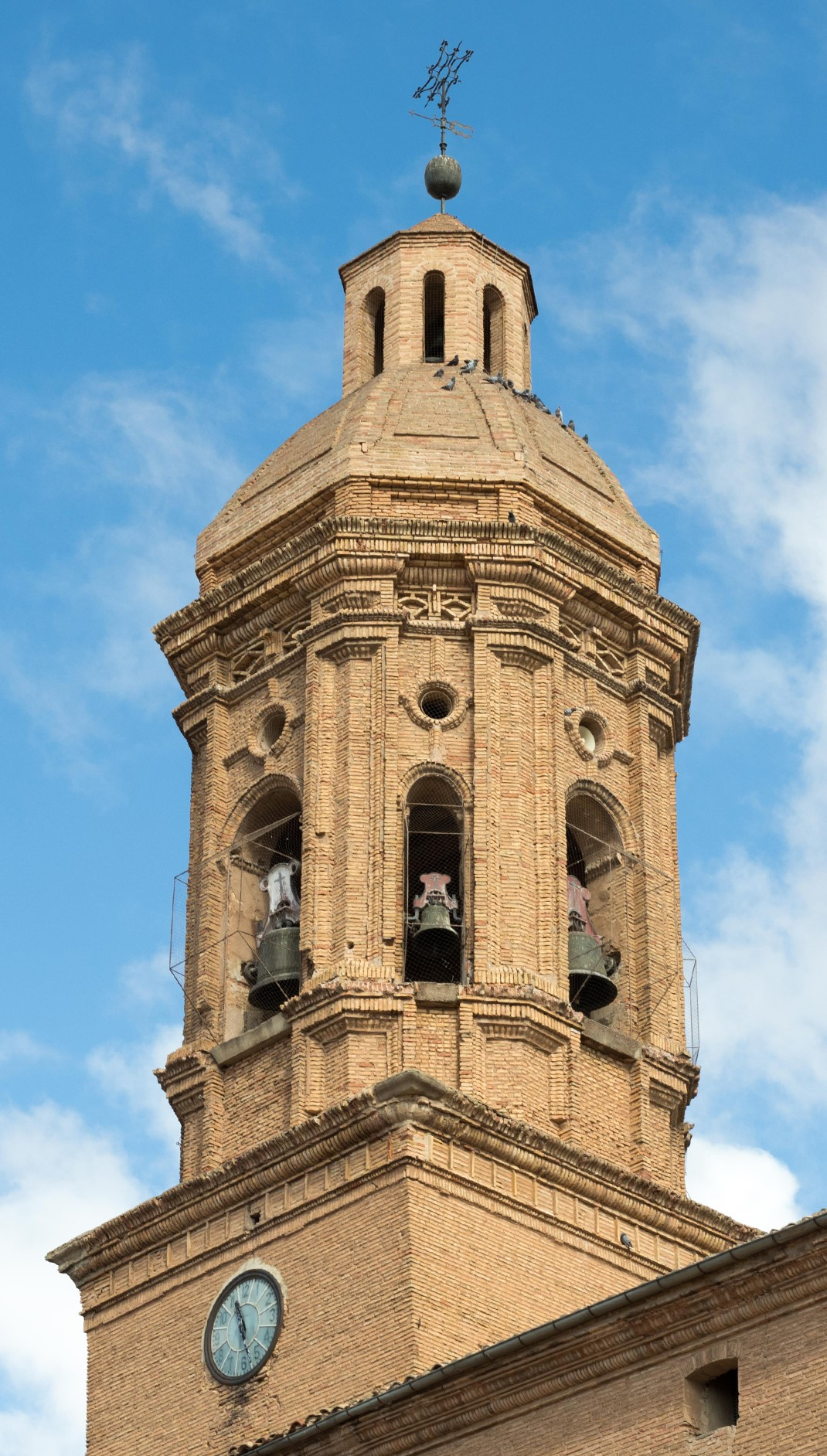
Campanario
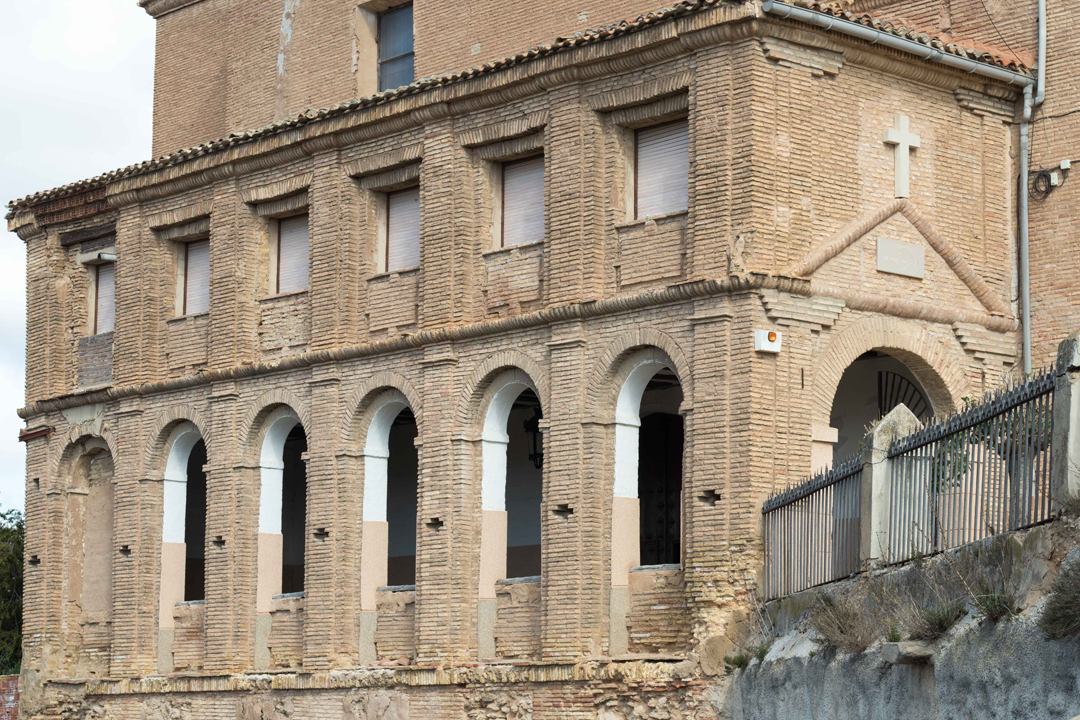
Atrio
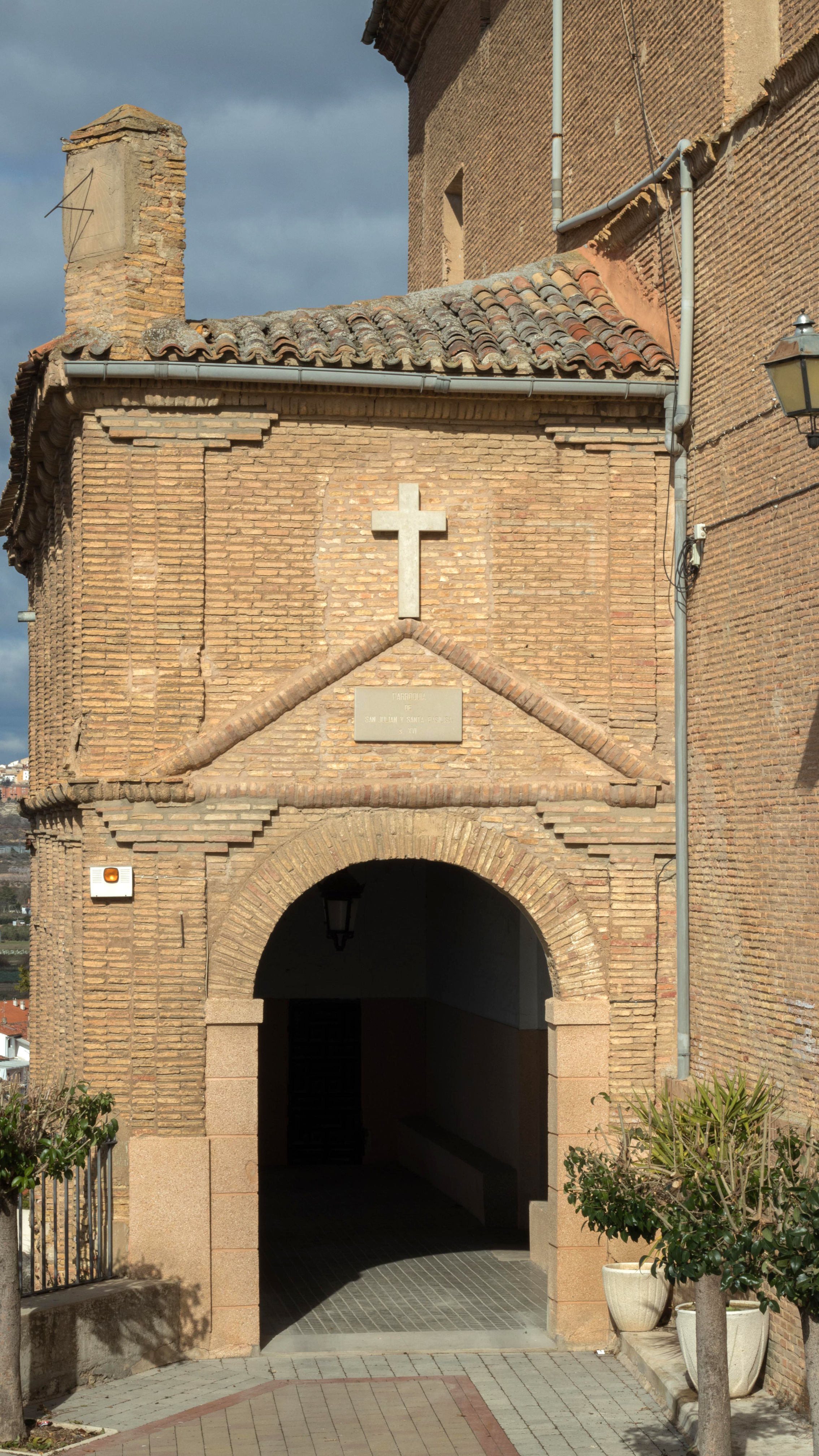
Acceso al atrio
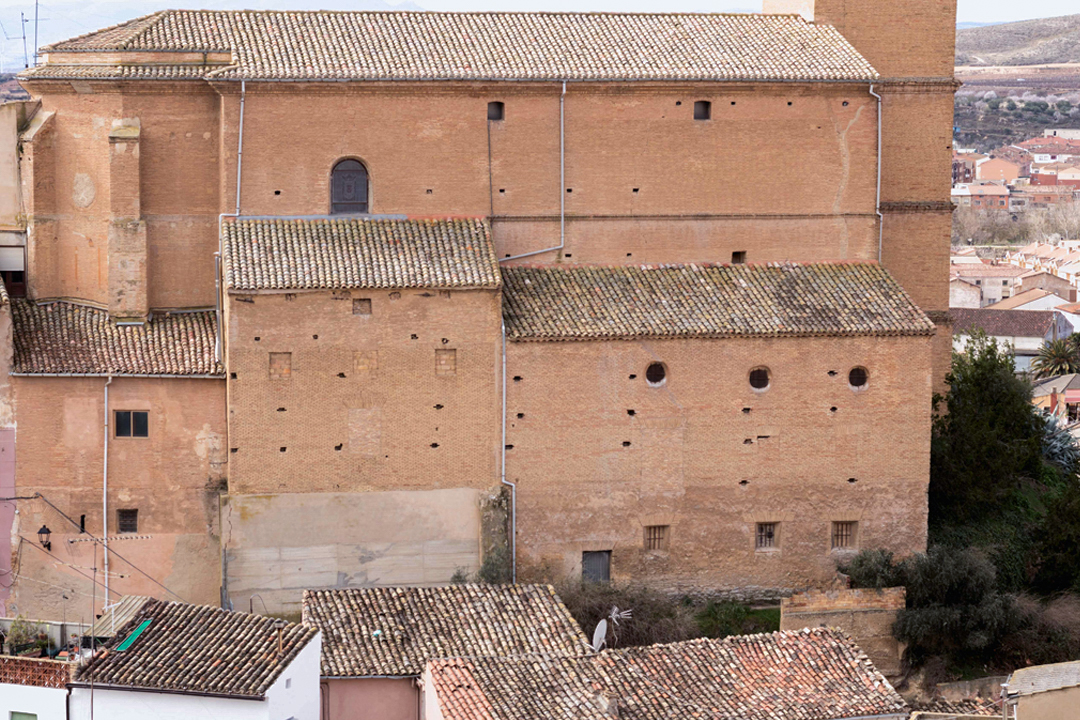
Exterior nave secundaria
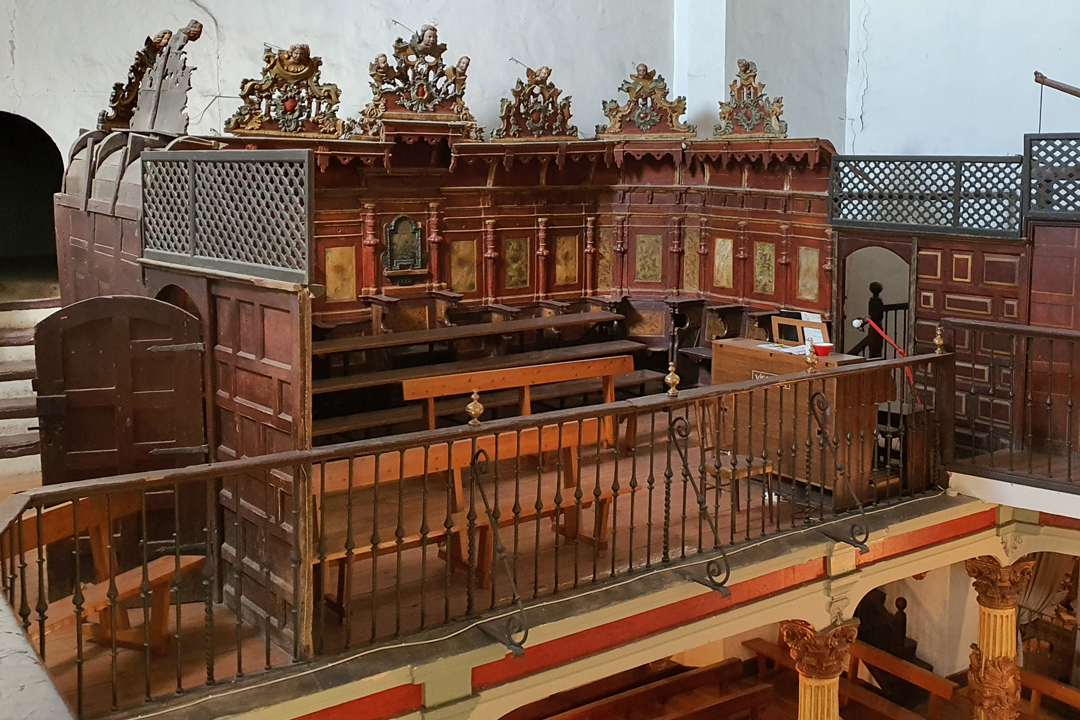
Coro
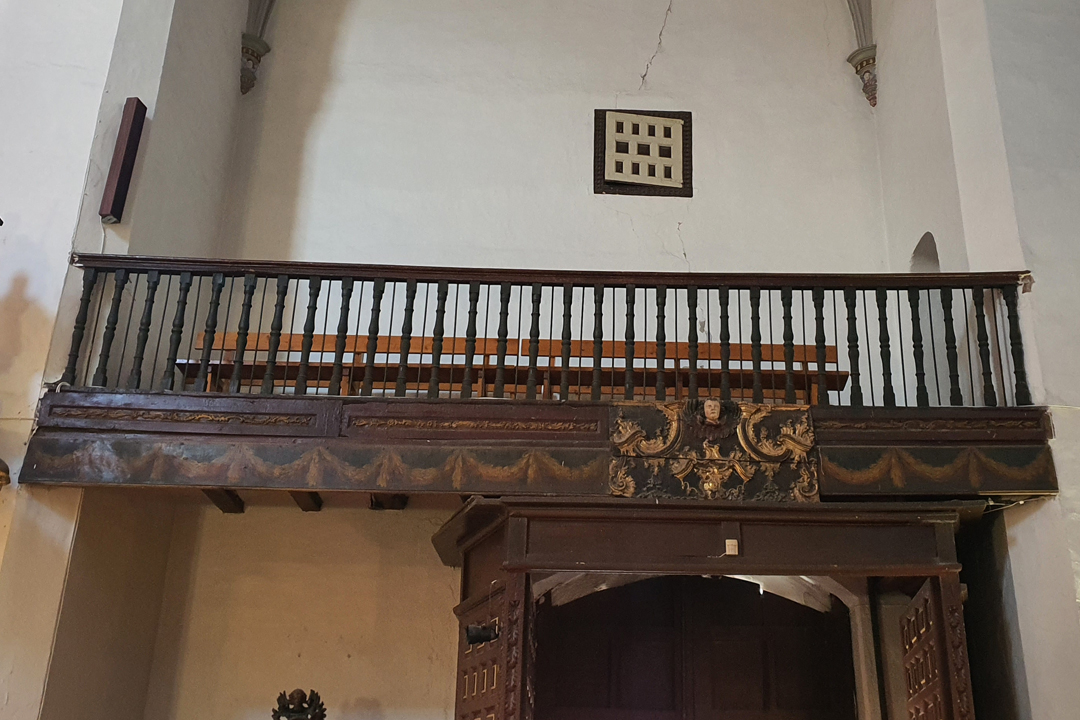
Galería
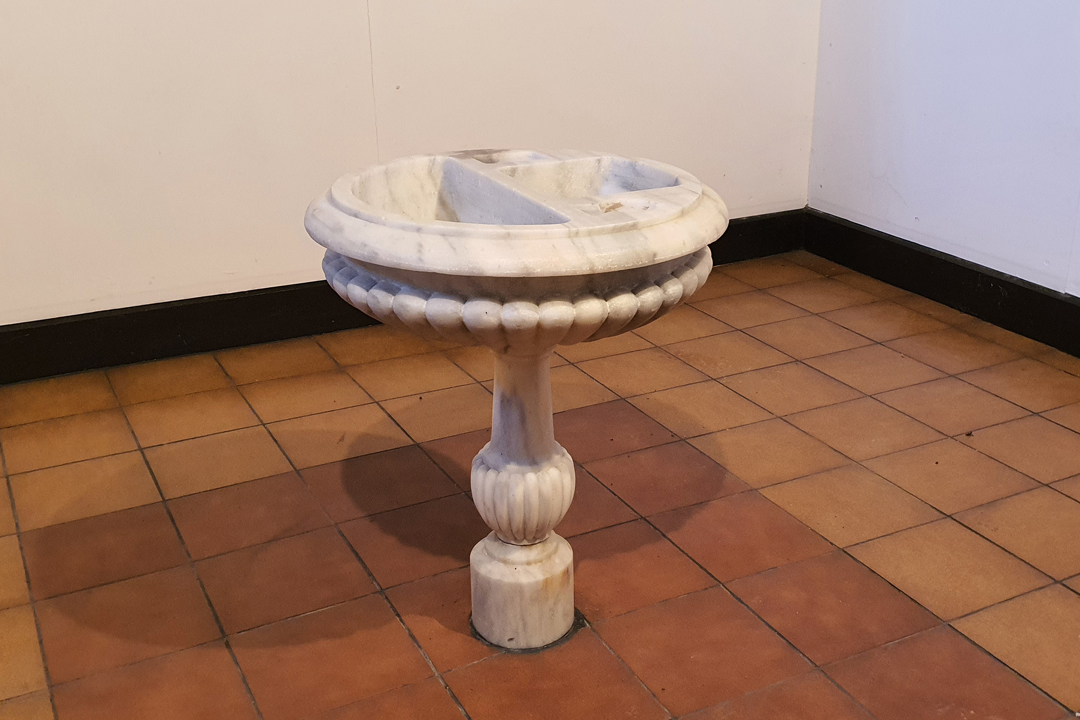
Pila bautismal
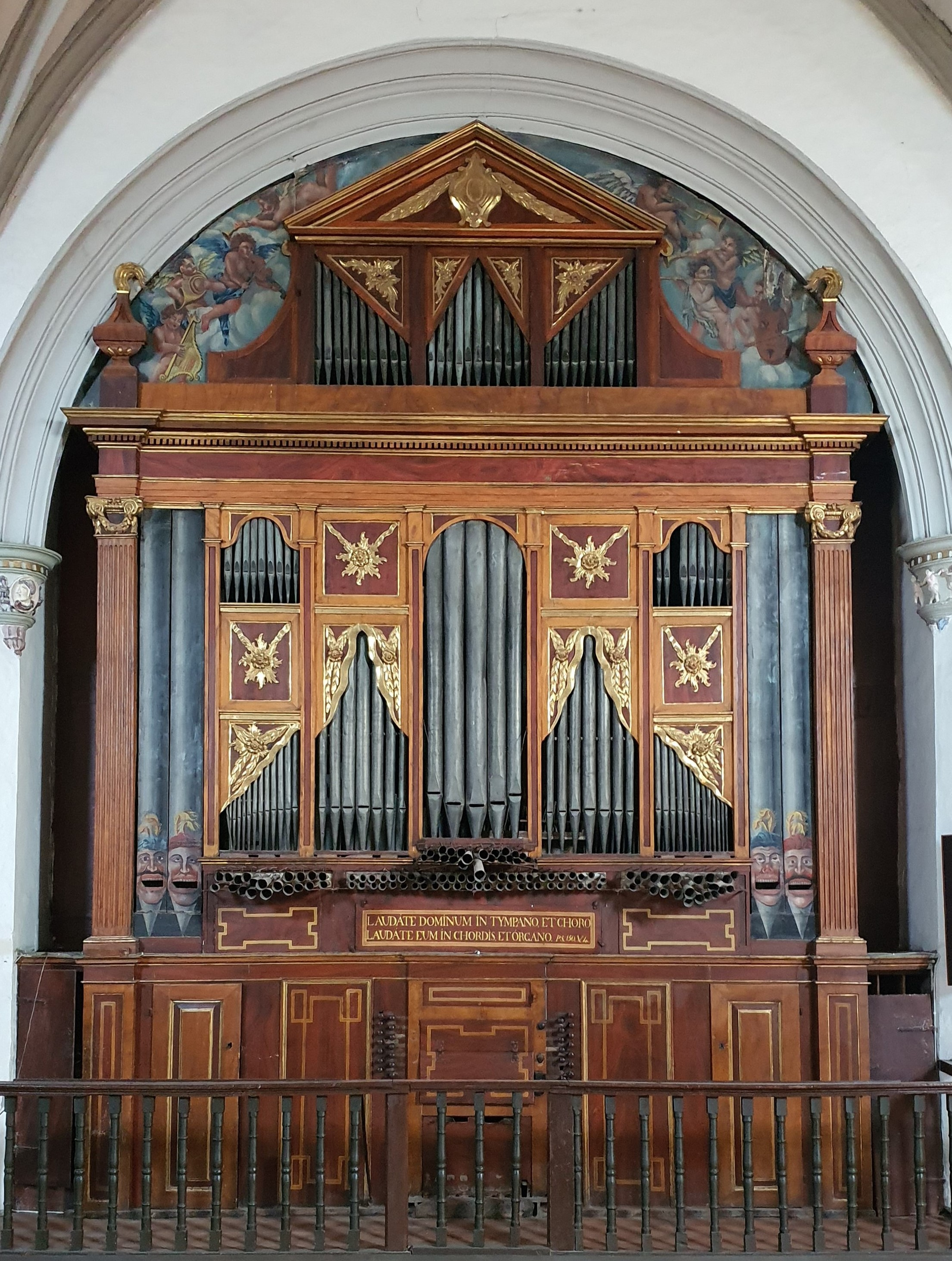
Órgano
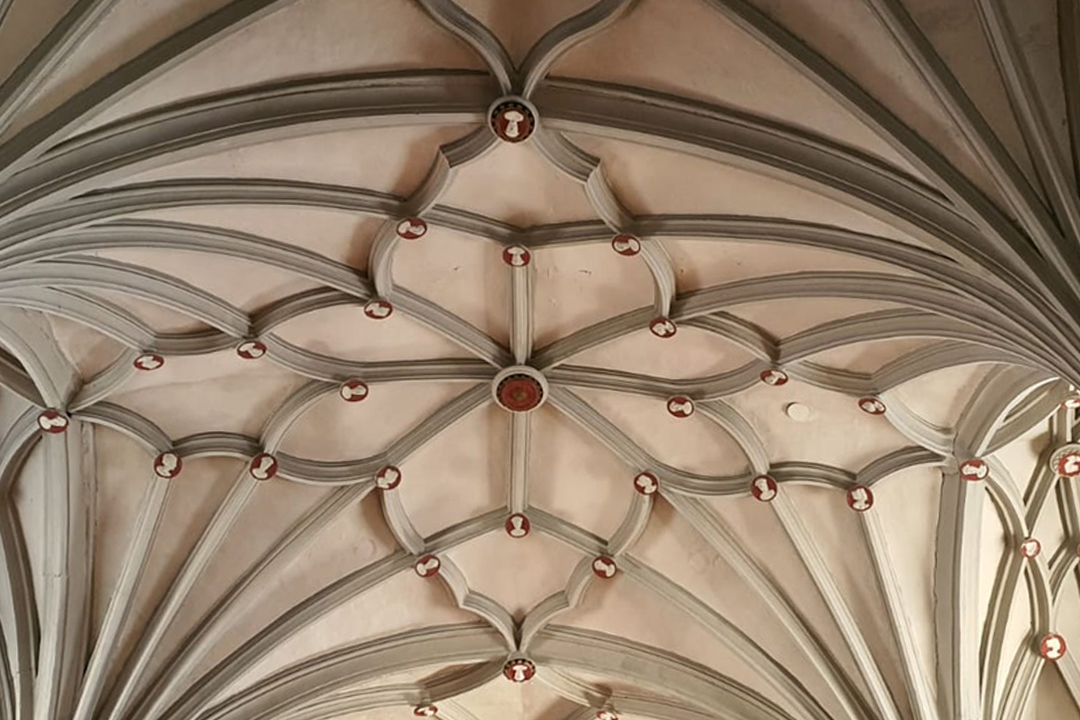
Motivos decorativos en el techo
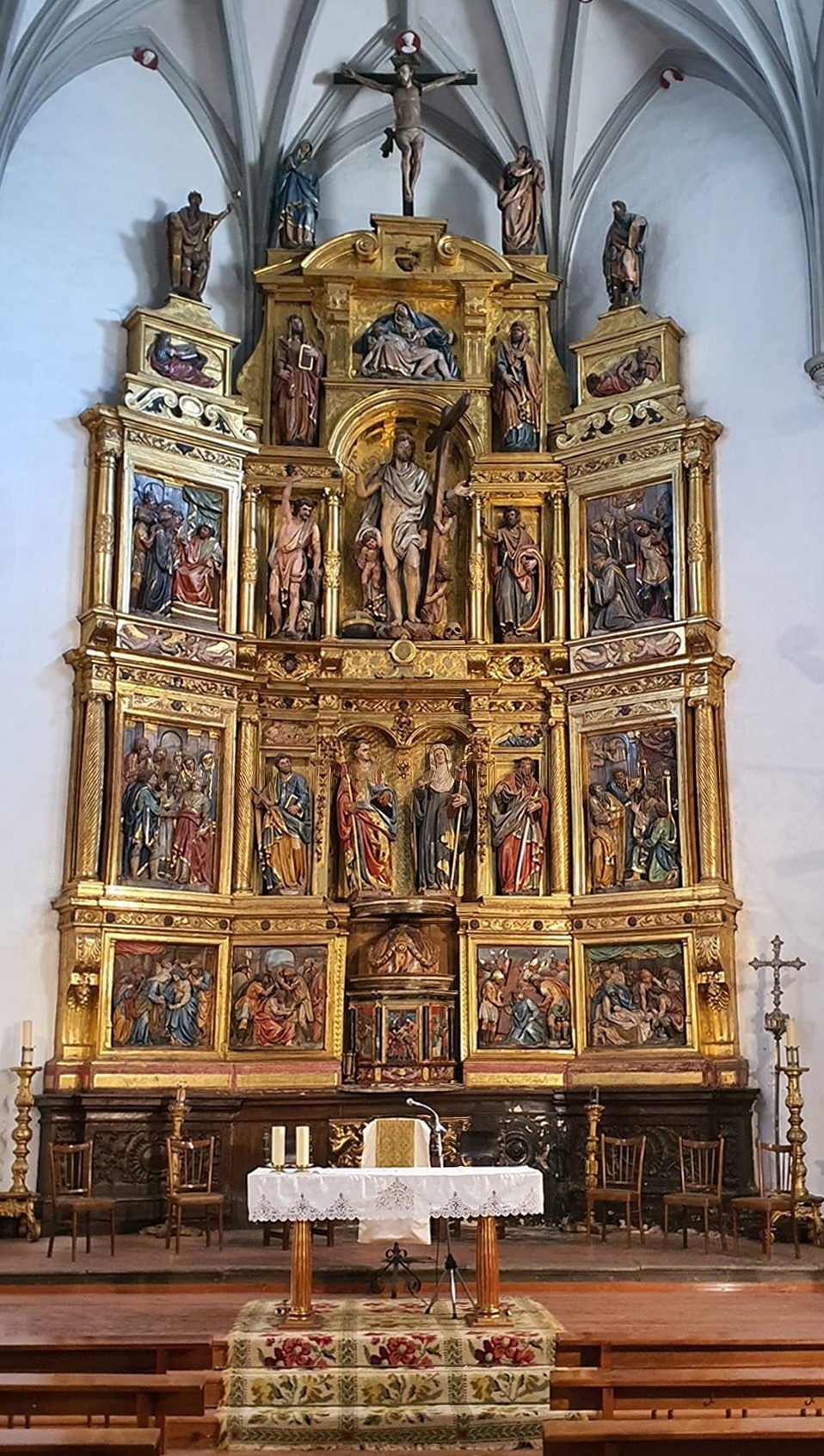
Retablo mayor
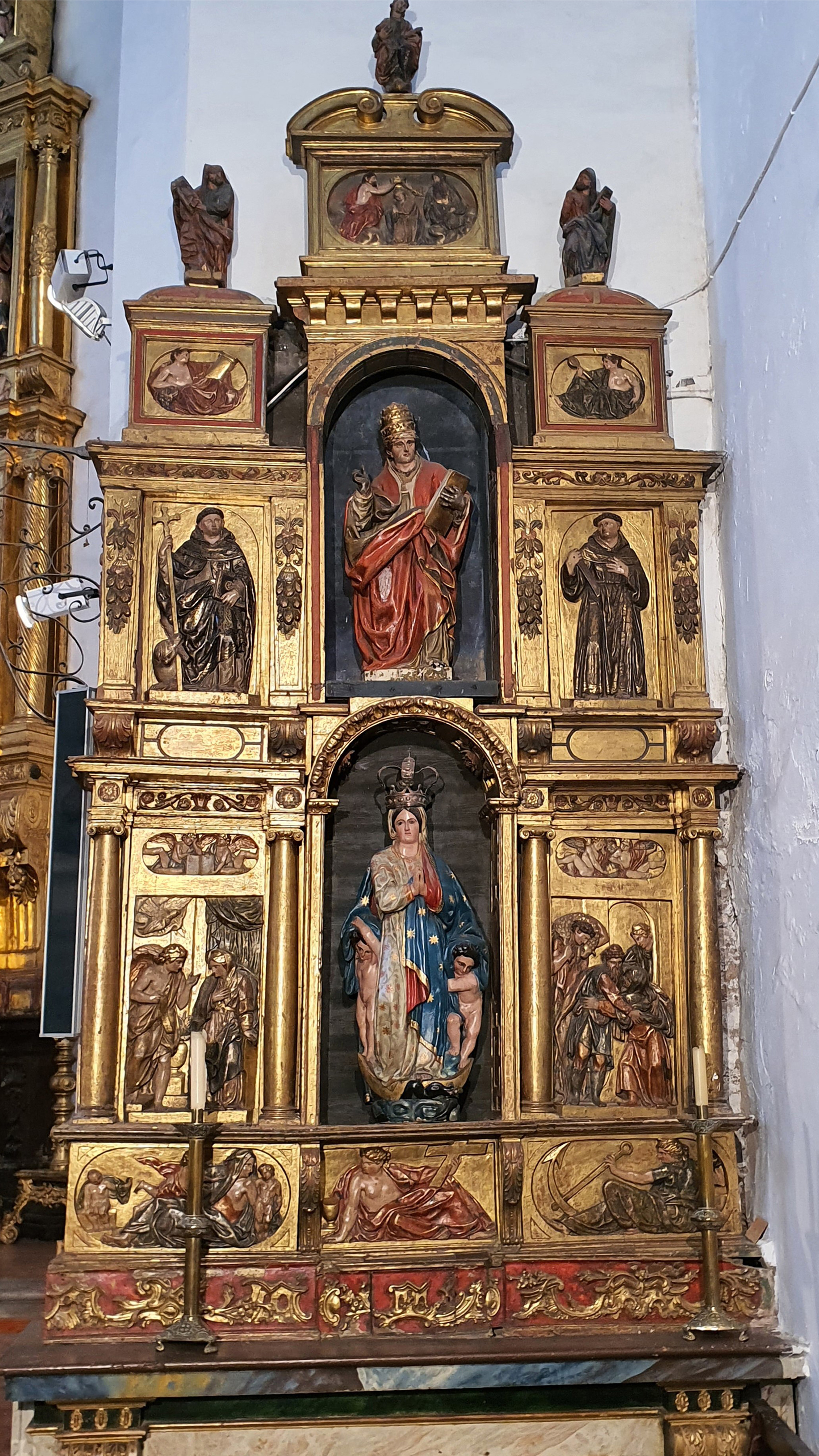
Retablo de la Inmaculada
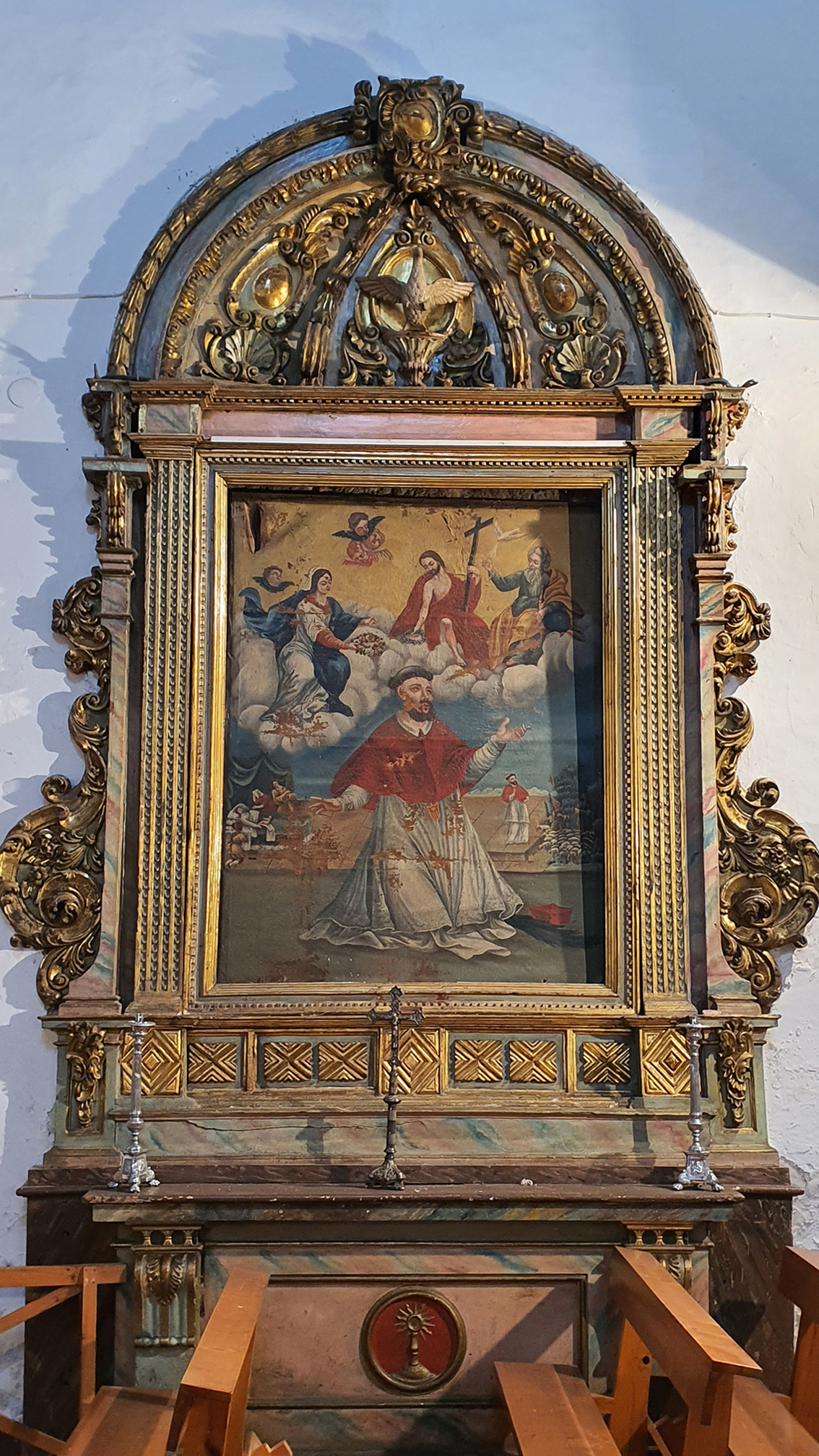
Retablo de san Ramón Nonato
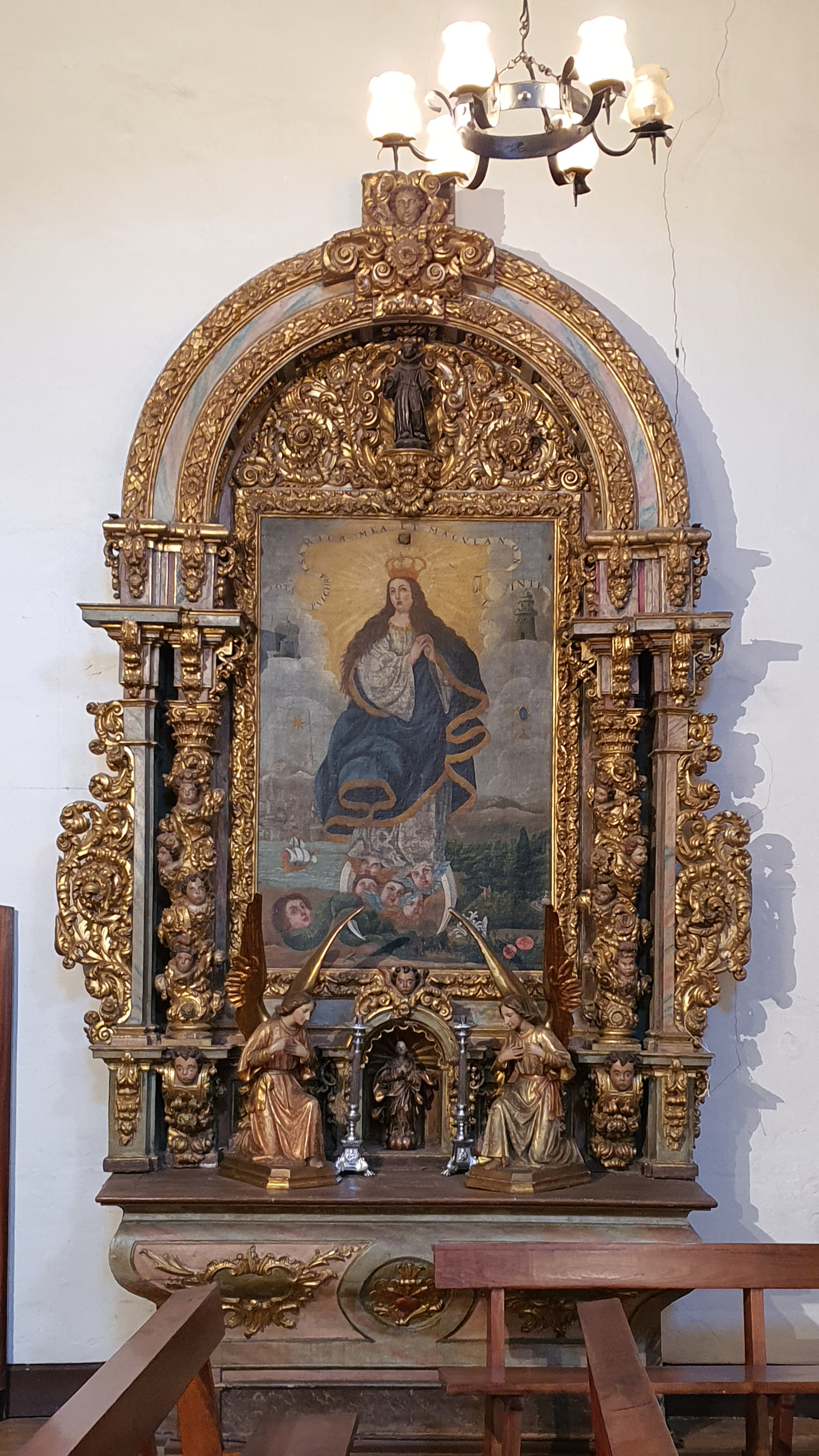
Retablo de la Inmaculada
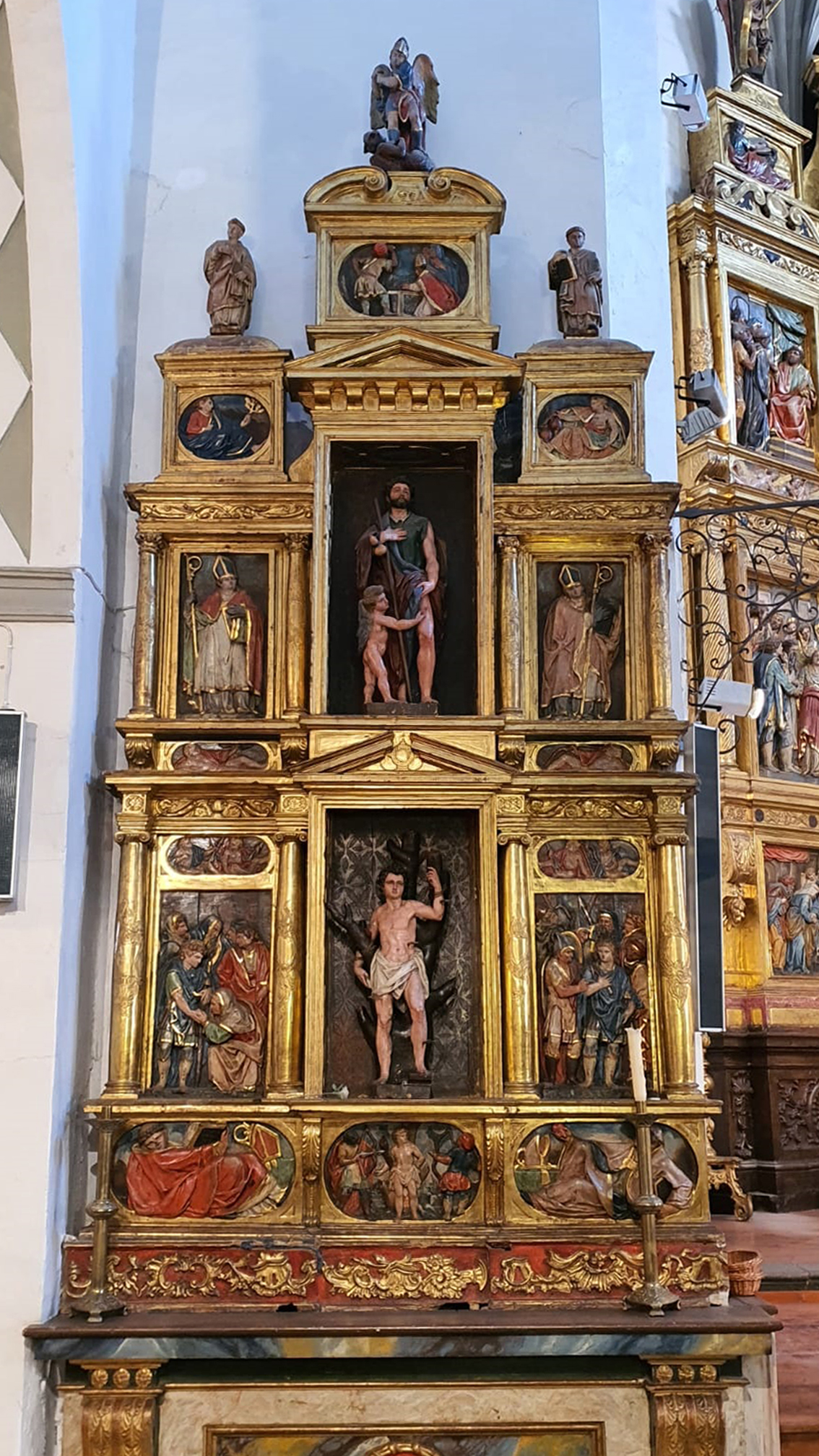
Retablo de san Sebastián